# Pristomyrmex bispinosus
Pristomyrmex bispinosus es una especie de hormiga del género Pristomyrmex, tribu Crematogastrini, familia Formicidae. Fue descrita científicamente por Donisthorpe en 1949.
Se distribuye por Mauricio. Se ha encontrado a elevaciones de hasta 750 metros. Habita en la vegetación baja y debajo de piedras.